# Marquesado de Torralba
El marquesado de Torralba es un título nobiliario español creado por la reina regente María Cristina de Habsburgo Lorena y concedido, en nombre del rey Alfonso XIII, a María Aurora de Pedro y Urbano el 24 de diciembre de 1894 por real decreto, en recuerdo de un antiguo señorío de su Casa, que databa de 1639.

## Marqueses de Torralba
|                           | Titular                               | Periodo                   |
| Creación por Alfonso XIII | Creación por Alfonso XIII             | Creación por Alfonso XIII |
| ------------------------- | ------------------------------------- | ------------------------- |
| I                         | María Aurora de Pedro y Urbano        | 1894-1941                 |
| II                        | María de la Blanca de Pedro y Barreda | 1951-1969                 |
| III                       | Blanca de Iturralde y de Pedro        | 1969-2011                 |
| IV                        | Ana Yturralde y Roland                | 2015-hoy                  |

## Historia de los marqueses de Torralba
La lista de los marqueses de Torralba, junto con sus fechas de sucesión en el título, es la que sigue:
- María Aurora de Pedro y Urbano, I marquesa de Torralba.

Se casó con Juan Bascón y Gómez-Quintero, mayordomo de semana del rey Alfonso XIII y capitán de navió de la Real Armada. El 14 de diciembre de 1951 le sucedió su sobrina:
- María de la Blanca de Pedro y Barreda (1890-1969.), II marquesa de Torralba, VII marquesa de Benemejís de Sístallo, IX marquesa de Robledo de Chavela.

Se casó con Javier de Iturralde y Ribed. El 7 de mayo de 1969 le sucedió su hija:
- Blanca de Iturralde y de Pedro (m. 2011), III marquesa de Torralba.

El 16 de noviembre de 2015 —tras orden del 18 de junio de ese mismo año para que se expida carta de sucesión (BOE del 30 de junio)— le sucedió su sobrina:
- Ana Yturralde y Roland, IV marquesa de Torralba, IX marquesa de Benemejís de Sistallo.